# Oronzo Pugliese
Pour les articles homonymes, voir Pugliese.
 (novembre 2024).
Oronzo Pugliese (né le 5 avril 1910 à Turi et mort le 11 mars 1990  dans la même ville) est un entraîneur de football italien.

## Carrière d'entraîneur
- 1946-1952 : ASD Leonzio 1909
- 1952-1955 : ACR Messine
- 1955-1958 : Reggina Calcio
- 1958-1959 : AC Sienne
- 1959-1960 : US Syracuse
- 1960-1961 : AC Sienne
- 1961-1965 : US Foggia
- 1965-1968 : AS Rome
- 1969 : Bologne FC 1909
- 1969-1970 : AS Bari
- 1971 : Fiorentina
- 1973 : Bologne FC 1909
- 1973-1974 : AS Lucchese Libertas 1905
- 1974-1975 : US Avellino
- 1977-1978 : FC Crotone